# Richard Bastien
Pour les articles homonymes, voir Bastien.
Richard Bastien (né en 1944) est un journaliste, économiste et essayiste québécois, ancien fonctionnaire du ministère fédéral des Finances. Il est l'un des principaux collaborateurs de la revue conservatrice Égards. 

## Biographie
Défenseur d'une conception classique des droits de la personne, il est directeur de la Ligue catholique pour les droits de l'homme pour la région d'Ottawa. Partisan du néo-conservatisme américain, il se réclame d'un conservatisme culturel et social au Canada. À ce titre, il s'oppose à l'avortement et au mariage des couples de même sexe, auxquels il oppose une définition traditionnelle du mariage et une défense des valeurs familiales. 
De 2011 à 2012, il est aussi rédacteur en chef du magazine The Canadian Observer.

## Publications
- Cinq défenseurs de la foi et de la raison : J.H. Newman, G.K. Chesterton, C.S. Lewis, Peter Kreeft, Alasdair MacIntyre, Paris, Salvator, 2018, 200 p.  (ISBN 978-2-706-71689-8).
- Le Crépuscule du matérialisme, Paris, Salvator, 2019, 184 p.  (ISBN 978-2-706-71796-3).
- La solution canadienne, Montréal, Éditions La Presse, 1979.
- Fédéralisme et décentralisation: Ou en sommes-nous? Ottawa, Gouvernement du Canada,1979